# 309
309 (CCCIX na numeração romana) foi um ano comum do século V do Calendário Juliano, da Era de Cristo, teve início a um sábado  e terminou também a um sábado, a sua letra dominical foi B (52 semanas)
| Ano completo                   |
| ------------------------------ |
| Ano comum com início ao sábado |

## Acontecimentos
- 18 de Abril - É eleito o Papa Eusébio, o 31º papa, que sucedeu ao Papa Marcelo I.
- As províncias Hispânicas revoltam-se contra o domínio de Magêncio, reconhecendo Constantino I como seu imperador.
- O Papa Marcelo I é expulso de Roma, sucedendo-lhe o Eusébio um pouco mais tarde.

## Nascimentos
- Dídimo, o Cego, escritor eclesiástico de Alexandria (data aproximada).

## Mortes
- 16 de Janeiro - Papa Marcelo I, o 30º papa.
- 17 de Agosto - Papa Eusébio, o 31º papa.
- Albano (data possível - há quem defenda que foi em 304)
- Hormisda II